# Богоссян, Пол
Пол Артин Богосян (Paul Artin Boghossian) — американский философ армянского происхождения, профессор Нью-Йоркского университета.

## Биография
Родился 4 июня 1957 года в Хайфе в семье армянских беженцев, живших в подмандатной Палестине с 1921 года, в возрасте 15 лет переехал в Канаду.
Окончил Университет Трента (1974—1978, бакалавр наук по физике) и получил послевузовское профессиональное образование в Университете Принстона (1978—1984), где в 1987 году получил степень доктора философии. Тема диссертации — «Essays on Meaning and Belief» (научный руководитель Пол Бенасераф (Paul Benacerraf)).
- в 1983—1984 годах — лектор Принстонского университета;
- в 1984—1990 годах — ассистирующий профессор Мичиганского университета;
- весна 1991 года — приглашённый ассистирующий профессор Принстонского Университета;
- в 1991—1995 годах — ассистирующий профессор Нью-Йоркского университета;
- в 1995—2012 годах — профессор Нью-Йоркского университета;
- с 2012 года — старший советник президента Нью-Йоркского университета.

В 1994—2004 годах заведующий кафедрой философии. Сильверовский профессор (1996). С 2010 года директор Global Institute for Advanced Study (институт при Нью-Йоркском университете).
Член Американской академии искусств и наук (2012).
Сферы научных интересов: эпистемология, философия сознания, философия языка.
Известен своей решительной позицией против всех форм релятивизма, особенно эпистемологического релятивизма. Его книга «Страх знания» удостоена награды «Выбор» 2006 года. Она переведена на итальянский, испанский, каталанский, французский, албанский, португальский, бразильский португальский, китайский, немецкий и персидский языки.

## Публикации
Монографии:
- Content and Justification: Philosophical Papers, Oxford University Press, 2008.
- Fear of Knowledge: Against Relativism and Constructivism, Oxford University Press, 2006.
- Angst vor der Wahrheit. Boghossian, Paul Artin. — Berlin : Suhrkamp, 2013, Dt. Erstausg., 1. Aufl.

Статьи с высоким индексом цитируемости:
- «How Are Objective Epistemic Reasons Possible?» in Philosophical Studies, Dec 2001, pp. 340—380.
- «Inference and Insight», in Philosophy and Phenomenological Research, November, 2001, pp. 633—641.
- «Analyticity» in Bob Hale and Crispin Wright (eds.): The Philosophy of Language (Oxford: Basil Blackwell, 1997), pp. 331—368.
- «Blind Reasoning», Proceedings of the Aristotelian Society, Supplementary Volume, no.77, 2003, pp. 225—248.
- «Epistemic Analyticity: A Defense», Grazer Philosophische Studien, vol. 66, 2003, pp. 15-35.
- «Physicalist Theories of Color» (with David Velleman), Philosophical Review, vol. 100, no. 1, January 1991, pp. 67-106.
- «The Rule-Following Considerations», Mind, vol. 98, no. 392, October 1989, pp. 507—549; appeared as the 'State of the Art' article for that year.
- «Content and Self-Knowledge», Philosophical Topics, vol. 17, no. 1, Spring 1989, pp. 5-26 (более 600 цитирований).